# Pale Olofsson
Pale Olofsson, född Paul Lennart Olofsson den 8 januari 1947 i Brännkyrka församling i Stockholm, är en svensk skådespelare.
Olofsson växte upp i Årsta och flyttade till Malmö 1960. Efter en popperiod på 1960-talet blev Olofsson tillfrågad av Anders Melander om han ville vara med i teaterpjäsen Nick Carter, uppsatt av teatergruppen Gorillateatern, som senare bytte namn till Nationalteatern.
Olofsson medverkade därefter till och från i Nationalteatern fram till 1985. Efter Nationalteatern frilansade han och gjorde bland annat radioteater. Han medverkade i TV-serierna Hem till byn, Sjätte dagen, Rena rama Rolf med flera. Han var med i filmerna Lyftet och Den bästa sommaren. Pale medverkar även i filmen Kurt Olsson - filmen om mitt liv som mig själv och Män som hatar kvinnor, som baseras på Stieg Larssons roman med samma namn. I filmen Låt den rätte komma in spelar Olofsson den förtidspensionerade alkoholisten Larry. 

## Filmografi
- 1978 – Tältet
- 1978 – Lyftet
- 1990 – Hem till byn (TV-serie)
- 1990 – Kurt Olsson – filmen om mitt liv som mig själv
- 1999 – Sjätte dagen (TV-serie)
- 2000 – Den bästa sommaren
- 2001 – Switch Off (kortfilm)
- 2001 – Kattbreven
- 2003 – Huset vid vägens ände
- 2004 – Kommissarie Winter (TV-serie)
- 2005 – Lasermannen (TV-serie)
- 2005 – Jag tänker på mig själv – och vänstern
- 2007 – Beck – Det tysta skriket
- 2008 – Låt den rätte komma in
- 2009 – Män som hatar kvinnor
- 2014 – Star Wars: Threads of Destiny

## Teater

### Roller
- 1999 – Botvid i Stockholmsblod av Olov Svedelid och Kalle Sörnäs, regi Peter Harryson, Stockholms stadsteater

### Fotnoter
1. 1 2  ”Pale Olofsson”. Svensk Filmdatabas. http://sfi.se/sv/svensk-filmdatabas/Item/?type=PERSON&itemid=376092&iv=OVERVIEW. Läst 15 september 2012.
2. ↑  ”Historik”. www.nationalteatern.nu. Arkiverad från originalet den 2 februari 2017. https://web.archive.org/web/20170202113131/http://www.nationalteatern.nu/historik.html. Läst 13 september 2019.
3. ↑  ”Pale Olofsson”. www.norstedts.se. http://www.norstedts.se/forfattare/122241-pale-olofsson. Läst 13 september 2019.[död länk]
4. ↑  ”Pale Olofsson”. IMDb.com. Arkiverad från originalet den 29 oktober 2013. https://web.archive.org/web/20131029222510/http://akas.imdb.com/name/nm0647528/. Läst 15 september 2012.